# Municipio de Perry (Misuri)
El municipio de Perry (en inglés: Perry Township) es un municipio ubicado en el condado de Saint François en el estado estadounidense de Misuri. En el año 2010 tenía una población de 12617 habitantes y una densidad poblacional de 80,2 personas por km².

## Geografía
El municipio de Perry se encuentra ubicado en las coordenadas 37°54′29″N 90°32′13″O / 37.90806, -90.53694. Según la Oficina del Censo de los Estados Unidos, el municipio tiene una superficie total de 157.32 km², de la cual 155.65 km² corresponden a tierra firme y (1.06%) 1.67 km² es agua.

## Demografía
Según el censo de 2010, había 12617 personas residiendo en el municipio de Perry. La densidad de población era de 80,2 hab./km². De los 12617 habitantes, el municipio de Perry estaba compuesto por el 88.08% blancos, el 10.3% eran afroamericanos, el 0.25% eran amerindios, el 0.23% eran asiáticos, el 0.06% eran isleños del Pacífico, el 0.13% eran de otras razas y el 0.94% pertenecían a dos o más razas. Del total de la población el 1.2% eran hispanos o latinos de cualquier raza.